# Nacelle élévatrice

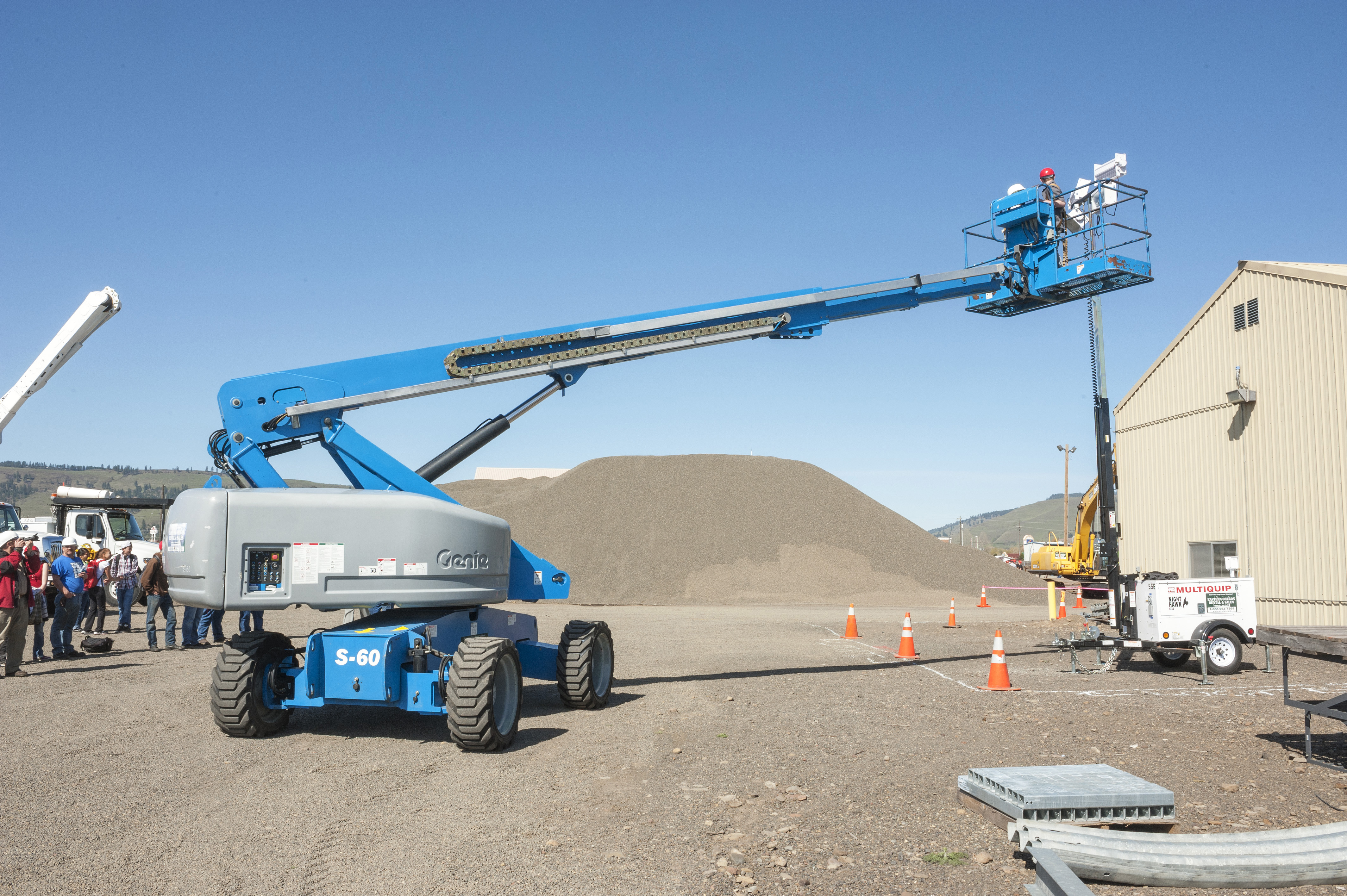
Nacelle automotrice à bras télescopique.

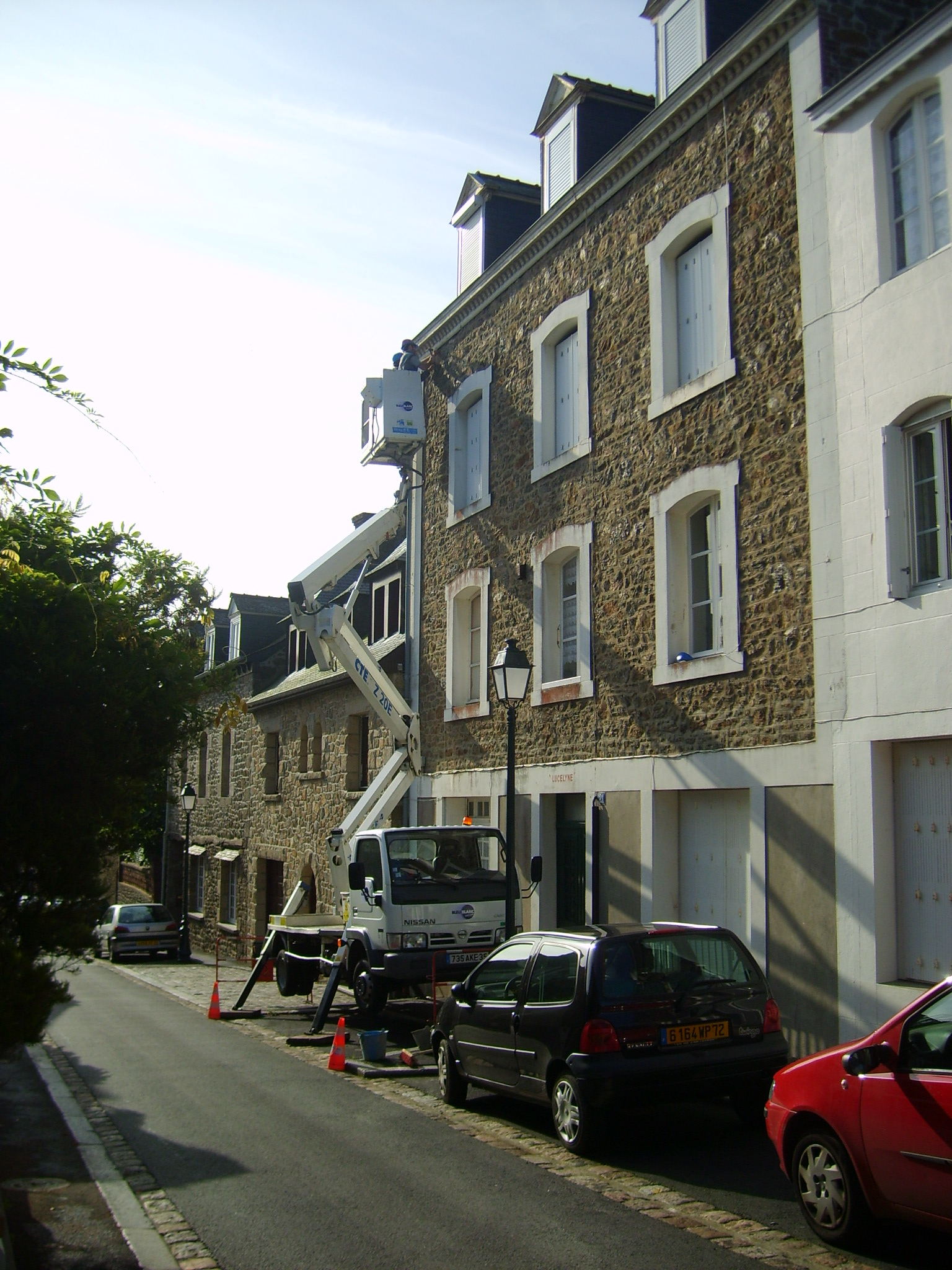
Sécurisation d'une façade au moyen d'une nacelle élévatrice sur camion avec bras articulé..

Une nacelle élévatrice est un engin de chantier ou d'usine servant à faciliter l'accès à une zone de travail en hauteur. Elle offre des solutions d'intervention pour effectuer des travaux de maintenance, de réparation, d'entretien ou encore de nettoyage, lorsque des solutions permanentes n'existent pas. En France, son pilotage est subordonné à la détention d'un certificat d'aptitude à la conduite en sécurité (CACES). Sur certains engins, en conditions particulières notamment à poste fixe, la nacelle est remplacée par un simple plateau pour en faciliter l'accès, on parle alors de plate-forme élévatrice.

## Typologie
Parfois appelées PEMP qui est un acronyme de Plateforme Élévatrice Mobile de Personnel, les nacelles élévatrices sont aménagées pour pouvoir accueillir une ou plusieurs personnes et disposent d'une rambarde de protection contre le risque de chutes.
Il existe plusieurs modèles de nacelles élévatrices qui sont choisis en fonction des travaux à effectuer :
- nacelle sur véhicule routier ;
- nacelle automotrice sur pneus (commune sur tous chantiers) ;
- nacelle sur chenille ;
- nacelle sur mât (ou nacelle toucan) ;
- nacelle-ciseaux ;
- nacelle araignée ;
- nacelle télescopique ;
- nacelle avec bras articulé.

## Fonctions

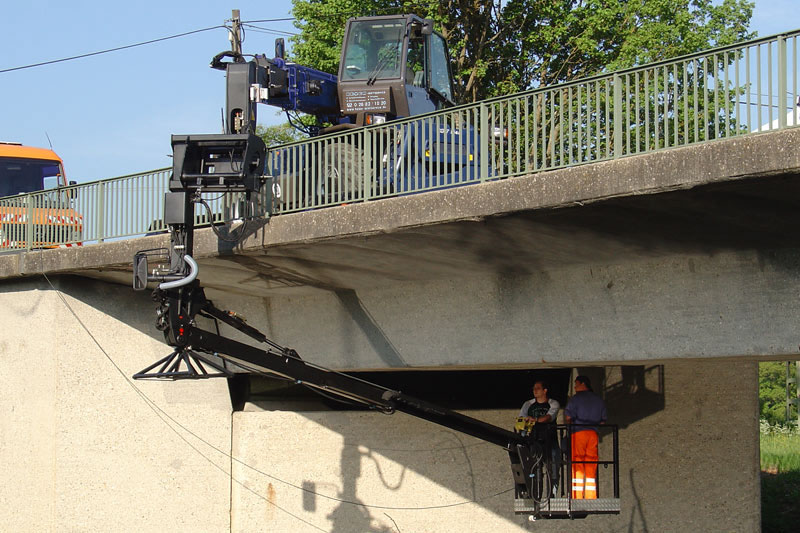
Nacelle négative placée sur un chariot télescopique.

La nacelle élévatrice a été créée dans les années 1950, selon une légende « pour cueillir des cerises » d'où son nom familier de cherry picker en anglais, plus sûrement pour réaliser des travaux en hauteur variés. Elle peut ainsi servir à la réalisation de travaux d'élagage, de ravalement de façade, de peinture, d’installation de téléphonie et fibre optique, aux secours lors des catastrophes survenant sur des immeubles ou des ouvrages d'art, de point de vue avantageux pour le cinéma, les reportages.
Des navettes appelées « nacelles négatives » sont conçues pour travailler sous le niveau du sol. Elles sont souvent utilisées pour la réfection des tabliers de ponts.
Pour des interventions de durée limitée, la nacelle élévatrice remplace avantageusement ou complète l'échafaudage. Surtout, en cas de besoin, elle est facilement déplacée.

## Morphologie et utilisation
Le choix et les critères d'utilisation d'une nacelle doivent répondre à un cahier des charges précis.
Au travail, la nacelle est dirigée depuis le panier de travail lui-même. La charge soulevable dépend de la puissance de l'outil et du déport, elle est donnée par des abaques (exemple).

### Base ou véhicule porteur

#### Châssis fixe

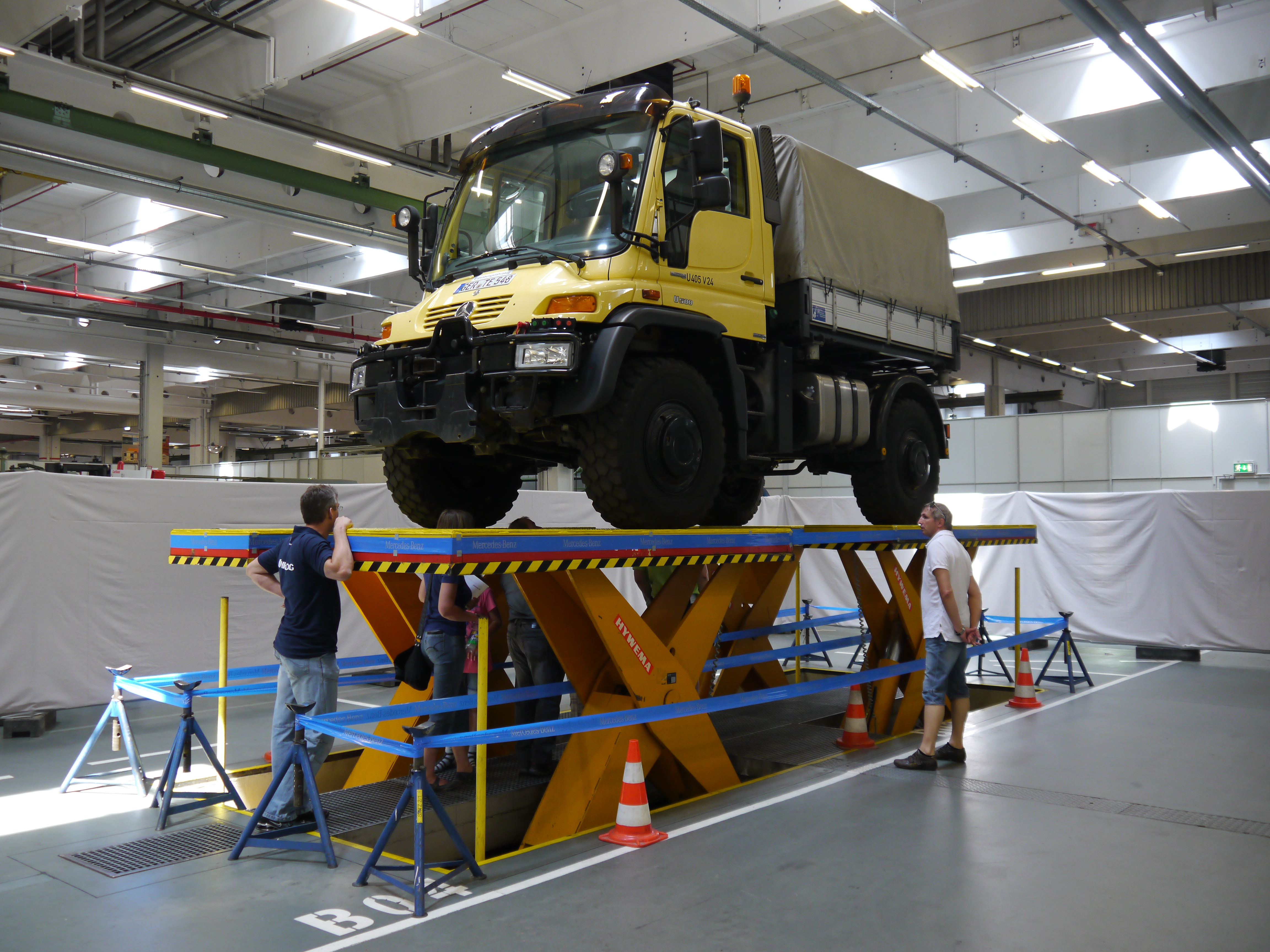
Plateau élévateur à ciseaux sur châssis fixe encastré dans le sol permettant un accès optimal au plateau de charge dans une usine Unimog.

Pour travaux répétitifs, typiquement en usine (plate-forme Otis notamment).

#### Camion nacelle
Cet engin dispose d'une nacelle directement intégrée. Ces nacelles grandes hauteurs sont mobiles et sont très souvent utilisées pour des travaux de peinture, d'élagage en d'entretien et par les pompiers. Ce modèle existe en deux versions :
- VL (véhicule léger : pick-up, camion 3,5  t) : machine allant jusqu'à 25 mètres de hauteur ;
- PL (poids lourds) : machine allant au-delà de 25 mètres de hauteur.

#### Tracteur agricole
Pour travaux forestiers, l'élagage, dans les vergers, vérification des stockages en hauteur …

#### Remorque tractée

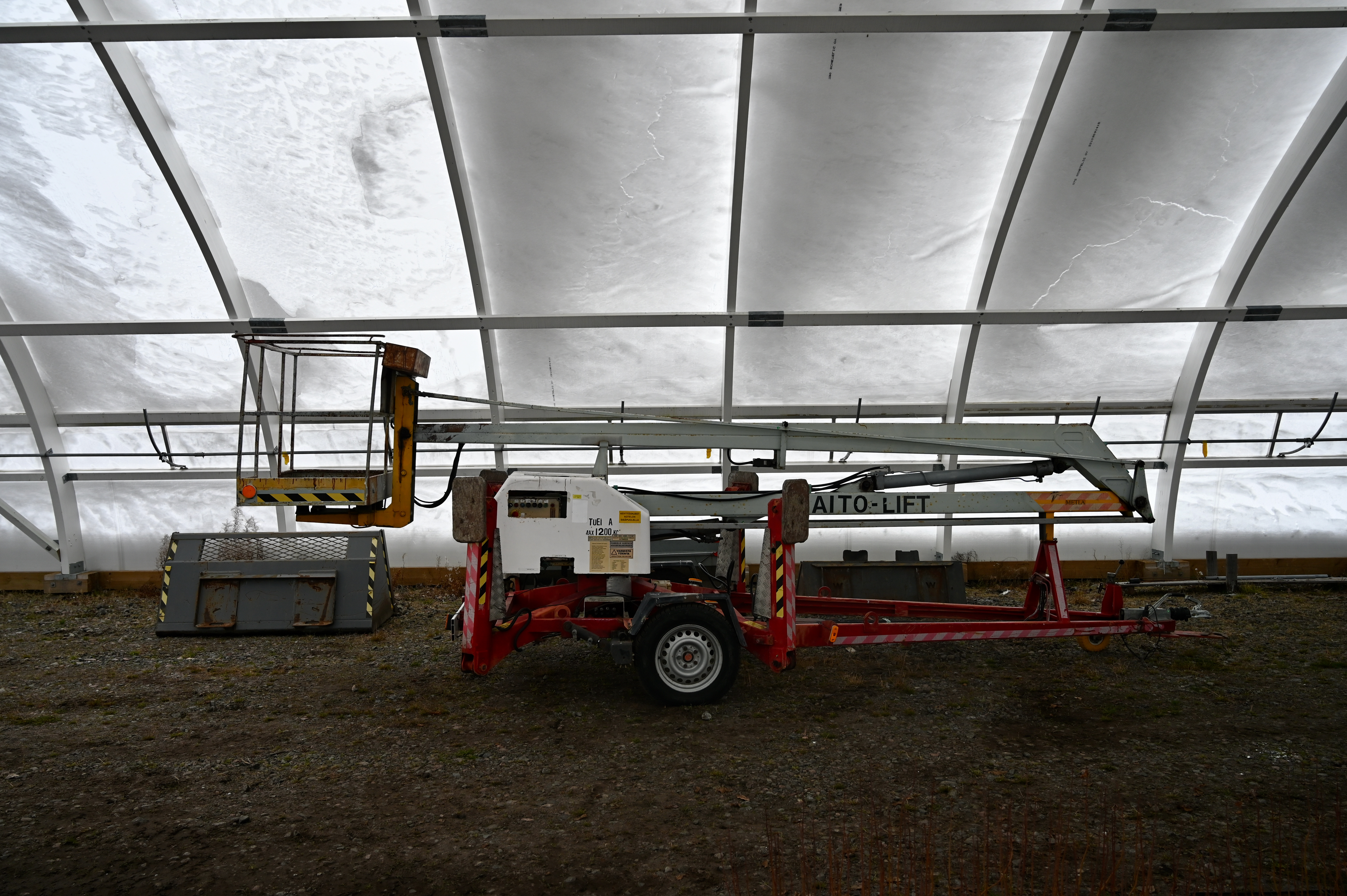
Nacelle rotative articulée sur remorque routière.

Mêmes utilisations que les précédents et travaux d'intérieurs.

#### Chariot léger et nacelle araignée

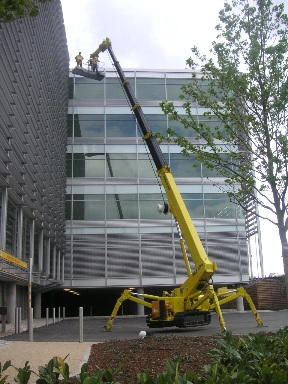
Nacelle araignée télescopique sur chariot à chenilles caoutchouc.

Surtout pour travaux d'intérieur, déplacé manuellement ou sur chassis palettisable, plus souvent mu par un moteur électrique, il est équipé d'une nacelle toucan ou articulée. Il se déplace lentement de façon autonome et peut pénétrer dans des espaces restreints pour des travaux de façade, réhabilitation de monuments historiques, nettoyages de murs et de plafonds de halls…  Ces chariots peuvent cependant être dotés de stabilisateurs à grand déport sécurisant la machine ; on parle alors de nacelle araignée, son chariot peut être à roues ou à chenilles et dans ce cas effectuer des travaux d'extérieur. Il existe des chenilles caoutchouc « non marquantes » pour les travaux en intérieur sensible.

#### Chariot télescopique
Le chariot télescopique, engin de chantier polyvalent, peut être équipé d'une nacelle. Il permet de grands déports et des travaux obligeant à un accès tout-terrain, certains sont équipés « rail-route ». 

#### Nacelle automotrice

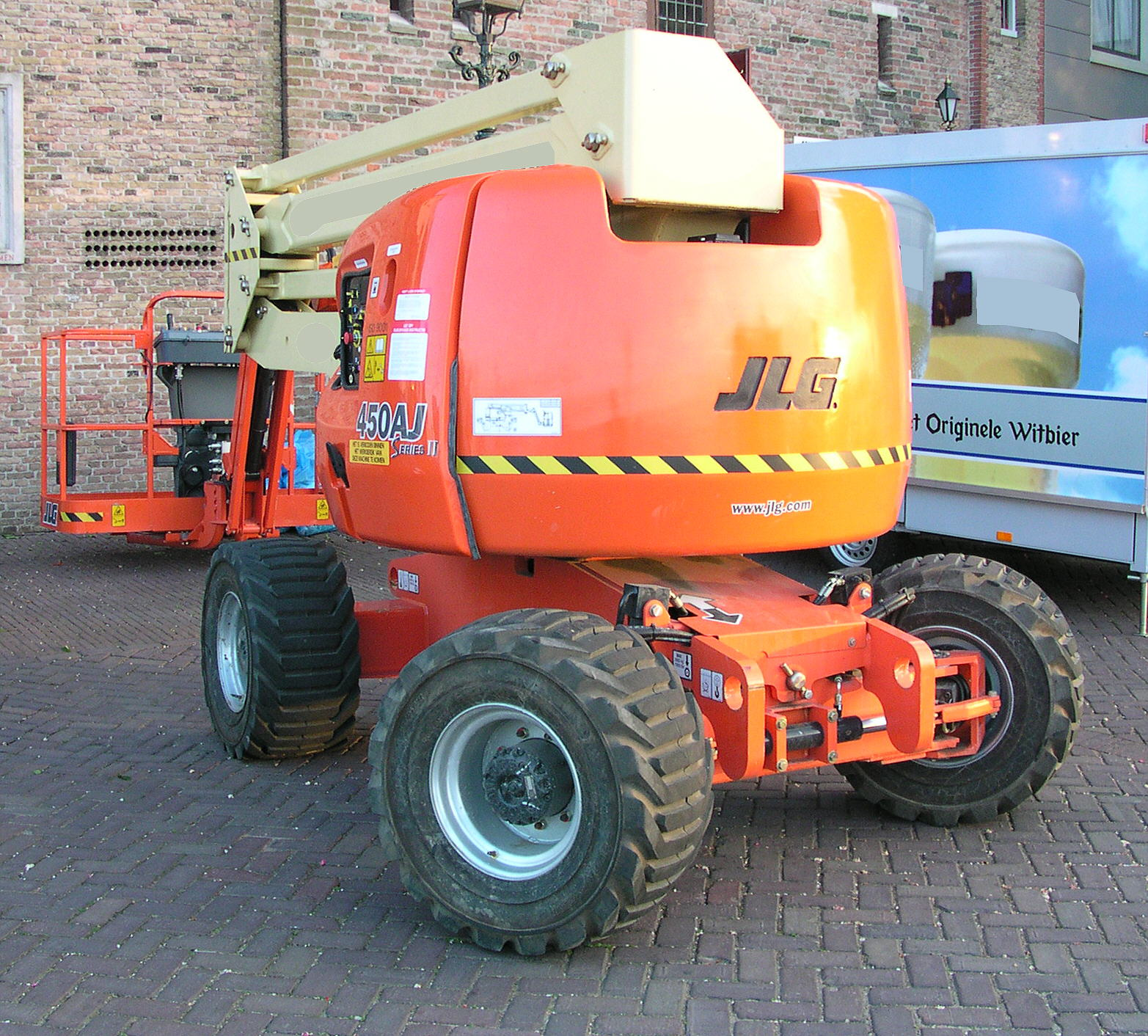
Nacelle automotrice rotative, mât articulé replié.

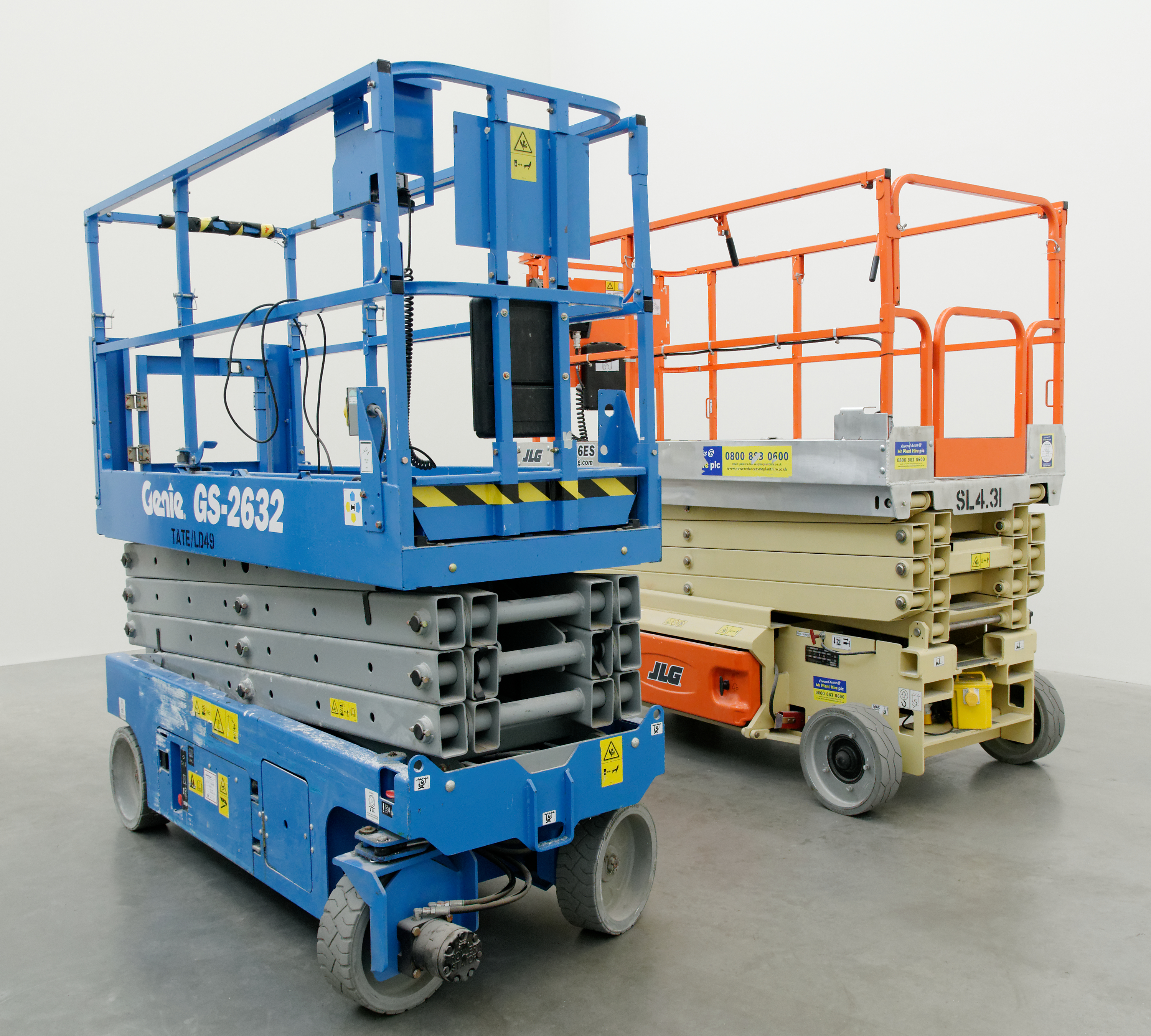
Nacelles ciseaux électro-hydrauliques pour travaux en intérieur (ici repliées dans un musée d'art). Remarquer l'angle de braquage des roues directrices et motrices rendu possible par leur entraînement par moteur hydraulique.

Pour travaux variés selon la taille, la présence d'une tourelle ou non, le train moteur et les pneumatiques. Elle se déplace relativement rapidement bien qu'elle ne dispose pas de poste de conduite mais, comme les autres types, seulement de commandes accessibles depuis le panier ou à terre. La version sans tourelle est généralement équipée d'un élévateur ciseaux, celle avec tourelle d'un mât articulé ou télescopique ; la tourelle est équilibrée par son moteur et un contrepoids en fonte. Cette version très polyvalente connaît un succès grandissant.

#### Grue
Pour les très grandes hauteurs.

#### Nacelle suspendue
Ces nacelles sont suspendues à un portique ou un plafond en usine, au sommet d'une façade d'immeuble.

### Équipements

#### Stabilisateurs
Placés sur le châssis ils assurent la stabilité de la machine.

#### Tourelle
La plupart des nacelles peuvent pivoter sur leur base (à l'exception fréquente des nacelles ciseaux). 
Cette tourelle posée sur une couronne dentée solidaire du châssis porte le moteur, les organes hydrauliques (pompe, distributeurs), l'équipement (bras, mât). Pour une rotation continue (>360°), la liaison hydraulique entre le châssis et la tourelle est réalisée au moyen de connexions centrales concentriques à joints tournants (invention Poclain). La tourelle est équipée d'un moteur hydraulique de rotation et d'un frein de sécurité permettant son blocage au transport ou à l'arrêt.

#### Nacelle toucan
La nacelle toucan (marque de JLG Industries) est aussi appelée « nacelle à mât vertical », cette machine électrique est très souvent utilisée pour les missions en intérieur dans le milieu industriel, les magasins et entrepôts (travaux de manutention et de stockage).

#### Nacelle articulée
Son bras articulé, avec éventuellement un élément télescopique, lui permet de passer au-dessus d'obstacles. Il se plie sur plusieurs parties pour réaliser des missions d'entretien de bâtiment, travaux de maintenance…

#### Nacelle ciseaux

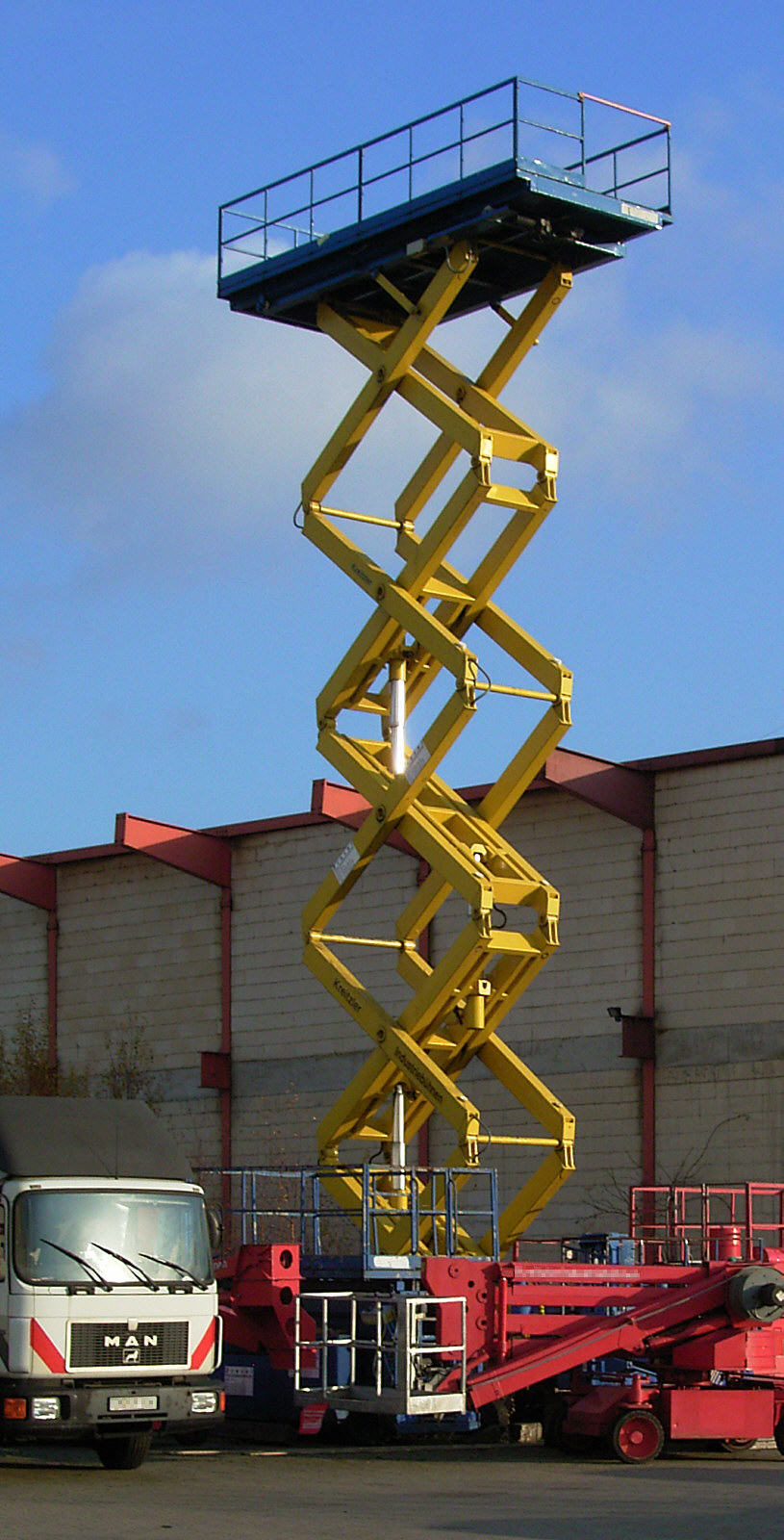
Nacelle ciseaux déployée avec une grande passerelle de travail.

Cette nacelle s'élève de manière verticale grâce à des croisillons qui se déplient en accordéon et n'est généralement pas montée sur tourelle. Elle peut accueillir une large plate-forme de travail et est parfois qualifiée d'échafaudage roulant. Des travaux d'éclairage et de façade (peinture, ravalement, vitres), l'entretien des avions sont possibles avec cette machine.

#### Nacelle télescopique
Cette machine à bras télescopique dispose d'un grand déport, ce qui lui permet de travailler à grande hauteur. Grâce à cet engin de chantier, il est possible de poser des panneaux solaires, d'inspecter des toits, de faire des travaux de maçonnerie, etc. Elle peut être placée sur camion, sur chariot télescopique,sur remorque ou être automotrice. Le grand déport du panier oblige à disposer de béquilles déportables pour assurer la stabilité.

#### Panier ou plate-forme de travail
Il doit être léger (en aluminium par exemple) résistant et sécurisé (norme EN 280) : 
- main courante inamovible en mission ;
- système automatique de maintien de l'horizontalité et détecteur de dévers ;
- bouton d'arrêt d'urgence ;
- boîte à outils évitant les chutes d'outils ;
- barres ou anneaux d'ancrage divers ;

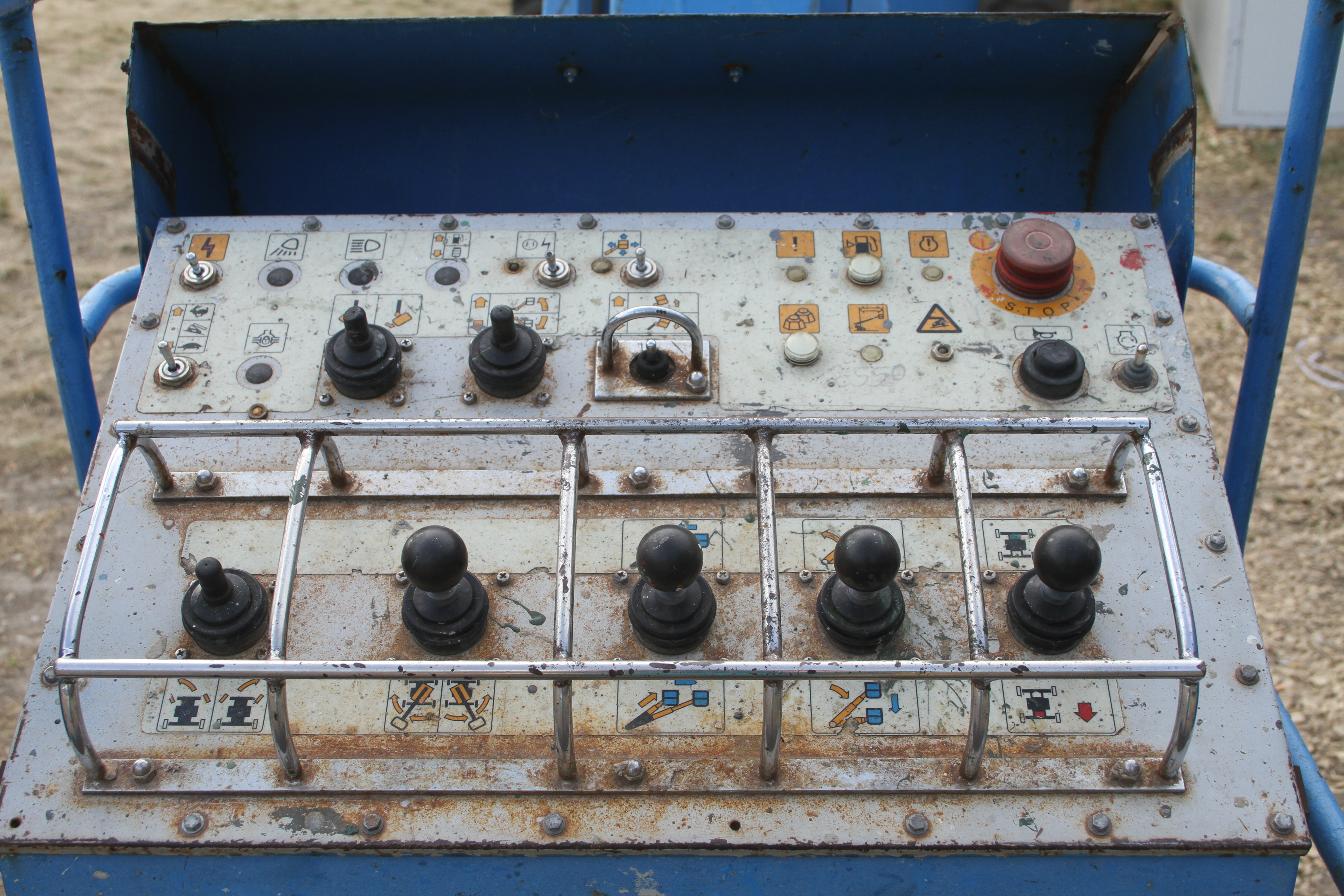
Un tableau de commande.

- Un tableau de commande.support recevant le tableau de commandes[8].

Les paniers ordinaires sont conçus pour une à trois personnes mais il en existe de plus grands notamment pour les nacelles ciseaux ; certains sont extensibles. Ils peuvent être équipés d'un treuil.

## Constructeurs
- JlG Industries
- JCB (nacelles ciseaux électriques)
- Genie (Terex)
- Haulotte
- Manitou
- Merlo (nacelle ciseaux sur camion tout-terrain à tourelle, nacelle sur chariot télescopique)
- Palfinger

## Sécurité

### Contrôle d'aplomb et de surcharge
Des capteurs de surcharge et de dévers peuvent avertir du risque de basculement en fonction de la charge et du déport. Ce risque peut être prévu à l'aide d'abaques fournis par le constructeur : exemple.

### Hydraulique
- boutons d'arrêt d'urgence ;
- système de maintien automatique de l'horizontalité du panier lorsque celle-ci est affectée par l'action du bras élévateur ou le déplacement de l'engin ;
- support recevant le tableau de commandes[8] ;

- des vérins à clapet de sécurité empêchent les chutes dues à un effondrement du système hydraulique (rupture de conduite hydraulique…)

### Sécurité au travail dans le panier
Voir ci-avant #Panier ou plate-forme de travail.

#### Port du harnais et du casque
Selon les pays, la législation nationale peut imposer le port d'un harnais lorsqu'on travaille dans une nacelle élévatrice, et ce même si la plateforme est systématiquement munie d'une balustrade pour éviter tout risque de chute. Parmi les pays qui imposent cette réglementation, on trouve l'Angleterre, le Canada, les États-Unis et la Suisse. Dans ces pays, la réglementation impose que le harnais soit relié à un point d'ancrage prévu sur la nacelle.

#### En Belgique
En Belgique, la réglementation n'est pas très claire à ce sujet car la nacelle peut être considérée comme un plancher de travail déjà protégé par une plinthe et deux lisses (l'une à une hauteur oscillant entre 1 et 1,2 m, l'autre oscillant entre 40 et 50 cm de hauteur). Cependant, même si le plancher est déjà protégé, presque tous les constructeurs indiquent dans leur notice que le port du harnais est obligatoire. Or la législation belge explique qu'il faut suivre les prescriptions mentionnées dans les notices d'utilisation. En d'autres termes, c'est la notice d'utilisation qui indique si le port du harnais est obligatoire ou non en Belgique.

### Réglementation française concernant la conduite
Pour pouvoir conduire cet engin, il est recommandé d'être en possession du certificat d'aptitude à la conduite en sécurité (CACES) adapté. Il existe trois catégories :Slab scissor lifts Tate Modern.jpg
- la catégorie A, qui regroupe les nacelles à élévation verticale ;
- la catégorie B, qui regroupe les nacelles à élévation multidirectionnelle ;
- la catégorie C, qui correspond à la conduite hors production des catégories A ou B.